# Подбельський Цицков
Подбельський Цицков (словац. Podbielsky Cickov) — річка в Словаччині, права притока Орави, протікає в окрузі Тврдошін.
Довжина приблизно 6.5-7.1 км. Витік знаходиться в масиві Оравська Магура (геоморфологічна підодиниця Будін; схил гори Будін-2) — на висоті близько 950 метрів. Протікає територією села Подбєл.
Впадає в Ораву на висоті приблизно 545 метрів.